# 1844年銀行特許狀法令

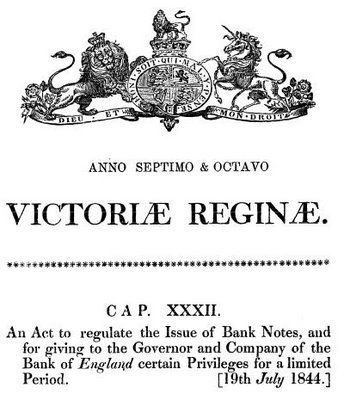
1844年銀行特許狀法令

《1844年銀行特許狀法令》（英語：Bank Charter Act 1844），又称《皮尔条例》，是英国国会在首相罗伯特·皮尔任内通过的一项法令。法令限制了英国各大银行的权利，把印钞权收归中央集权式的英格兰银行所有。

## 内容
直到十九世纪中叶，英国和爱尔兰的商业银行依然能够发现自己的纸币，省级银行业公司的银行券在流通中更是随处可见。
根据法令，除了英格兰银行外，其他银行不得发行新的纸币（银行券），现有发行纸币的银行如果破产倒闭，则需收回其发行的纸币；与此同时，英格兰银行若发行新币，则需有全额黄金为保证。法令起到了限制流通中纸币供应量的作用，也让英格兰银行有效垄断了新币的发行。不过，活期存款却不受法令的约束，与纸币不同，无需以全额黄金为保证。
此法令将金银本位主义在英国制度化，规定了英格兰银行的黄金储备和可发行钞票之间的比率，将英格兰和威爾斯的银行可发行的没有黄金储备支持的钞票限制在1400万英镑内。法令严格限制了国内各大银行的发钞权，阻止英国任何其他银行获得钞票发行权，开始了钞票发行中央集权化的进程。

## 影响
虽然法令要求新币必须以黄金或公债为全额保证，不过却给了政府在发生金融危机时候暂时停止黄金支付的权力，而在历史上也确实发生过数次政府暂停支付黄金的事件，分别发生在1847年、1857年和1866年欧沃伦格尼银行（Overend Gurney Bank）危机期间。同时，尽管法令限制了新币的发行，却并没有限制银行凭空创造新的存款，在十九世纪后半叶，这些存款会继续增加货币的供应量。
储户办理储蓄业务时，银行向客户借债，许诺带息返还，并允以可观的抵押物，银行存款就是这些债务的总和。当银行办理储蓄业务时，货币以债务的形式被创造出来，存款被储户取出就相当于银行偿还了这些债务，这些货币便从银行的资产负债表上消失。而一银行里的存款实际上是此前另一银行向客户提供的现金，长期来看，允许银行无限吸纳存款放出贷款，会大量创造货币，货币流入市场后抬升资产价值，最终要导致通货膨胀。这项法令是英国货币学派的胜利，该学院认为纸币的发行是通货膨胀的罪魁祸首。
这项法令使得省级银行业公司合并成更大的银行，同时失去了发钞权。英格兰的民间钞票最终消失了，让英格兰银行垄断了英格兰和威尔士的钞票发行权。英格兰和威尔士境内，最后一个自行发行钞票的银行是1921年的福克斯福勒银行（Fox，Fowler and Company）。
一年后苏格兰实行的1845年银行法令则更加宽容，允许苏格兰的银行发行他们1845年流通量以上的货币，只要新增发行量有总部的黄金储备支持即可，银行兼并后也可以合并他们所发行的钞票。
时至今日，蘇格蘭的三个商业银行和北爱尔兰的四个商业银行继续发行他们自己的英鎊紙幣，但均受到英格兰银行管制。